# Pogonotriccus ophthalmicus
Pogonotriccus ophthalmicus е вид птица от семейство Tyrannidae.

## Разпространение
Видът е разпространен в Боливия, Венецуела, Еквадор, Колумбия и Перу.